# 久留米市立上津小学校
久留米市立上津小学校（くるめしりつかみつしょうがっこう）は、福岡県久留米市上津町にある公立小学校。

## 概要
通称上津小。特徴は新旧体育館2棟に、運動場は少年野球の練習が2チーム同時に行える広さがある。旧体育館は通称で、正式名称は上津児童体育館である。2つの体育館建設にはそれぞれ理由が存在し、上津児童体育館は児童増加に伴い、それまで行事や集会などをやっていた講堂までをも間仕切り教室として利用せざるを得なくなり、体育館の建設をと市に申し入れるも良い返事がなく学校周辺の土地を管轄する防衛庁（現在の防衛省）に当時の市議、PTA会長らの直訴によって上津児童体育館が1978年（昭和53年）4月に竣工した。
新体育館は旧体育館より屋根を低く、そして同年代の他校体育館と比較してもスリムな作りとなっており、新体育館を建設する際はこの点を考慮された作りとなっている。前述の旧体育館建設時の児童増加は竣工した後も年々増え、運動場までをも体育館用地として使用せざるを得ない状況になっていた。学校施設環境改善の為に1978年（昭和53年）2月に上津小学校施設充実委員会が発足し、関係機関に多大な働き掛けを行い、1990年（平成2年）3月に文部省（現在の文部科学省）予算による新体育館が竣工した。メイン利用は新体育館である。

## 沿革

### 経緯
上津小学校は、上津荒木村にあった上津荒木小、藤山小、藤光小の3校合併で、三井郡上津荒木小学校として設立された。その後、1907年（明治40年）に三井郡上津尋常小学校に改称し、1941年（昭和16年）に上津荒木国民学校に改称。第二次世界大戦後の学制改革によって、上津荒木国民学校は1951年（昭和26年）に三井郡上津荒木村が久留米市と合併するにあたり久留米市立上津小学校となり、現在に至る。

### 年表
- 1904年3月28日 - 三井郡上津荒木小学校として設立される。
- 1951年4月 - 久留米市立上津小学校となる。
- 1957年5月 - ブリヂストン社長石橋正二郎（当時）よりプール寄贈（1984年解体）
- 1964年11月 - 校歌制定
- 1965年1月 - ゆうかり分校開校
  - 3月 - 北校舎、特別教室、給食室竣工
- 1969年5月 - 国有地払い下げで運動場拡張完成（300坪）
- 1971年2月 - 創立70周年記念式典
  - 4月 - 南校舎、北校舎増築
- 1973年3月 - 上津横断歩道橋完成（国道3号）通称みどりの歩道橋
- 1974年3月 - 屋外トイレ完成、ゆうかり分校廃止
- 1975年3月 - 東校舎竣工（翌年2月教室4、トイレ3ヶ所増築）
- 1978年4月 - 上津児童体育館（旧体育館）竣工
- 1980年3月 - 東校舎教室9増築、2階渡り廊下竣工
  - 5月 - 隣接する瞳ヶ池（現在の瞳ヶ池多目的広場）3分の1を地元からの寄贈を受け、運動場5000m2拡張
- 1984年3月 - プール竣工（2004年改築）
- 1988年3月 - 特別教室竣工（理科室、視聴覚室、家庭科室、音楽室）
- 1988年3月 - 上津横断歩道橋完成（福岡県道86号久留米筑後線）通称ピンクの歩道橋
- 1990年3月 - 体育館竣工（新体育館）
  - 5月 - 給食室新築移転
- 1996年2月 - パソコン室開設
- 2000年1月 - 梨畑寄贈（藤山なし）
  - 3月 - 国旗掲揚台新設
  - 10月 - ビオトープ着工（創立100周年記念事業）
- 2001年3月 - 創立100周年
- 2004年 - プール改修、正面玄関改築（バリアフリー化）
- 2005年 - 南校舎、北校舎改築
- 2011年3月 - 創立110周年。ビオトープに記念碑及びベンチ設置
- 2021年9月 - 給食室増築

## 学校行事
- 4月 離任式、着任式、始業式、入学式、歓迎遠足
- 5月 運動会
- 6月 命の集会、プール開き
- 7月 終業式
- 8月 出校日、始業式
- 9月 5年生宿泊訓練
- 10月 6年生修学旅行
- 12月 持久走大会、5年生餅つき大会、終業式
- 1月 始業式、防災訓練
- 3月 お別れ遠足、卒業式、終業式

## 委員会・クラブ活動
上津小学校児童会
- 運営委員会
- 放送委員会
- 体育委員会
- 図書委員会
- 環境委員会
- 給食委員会
- 音楽委員会
- 集会委員会
- 保健委員会
- 理科委員会
- 飼育委員会

クラブ活動
- アウトスポーツ
- アウトドア
- バスケット
- 卓球
- バドミントン
- 一輪車
- お茶
- パソコン
- 科学
- イラスト・絵画
- 調理
- 器楽
- ゲーム

## 通学区域
- 上津校区の町内
  - 上津町、上津一丁目、二丁目
  - 本山一丁目、二丁目
  - 藤光町、藤光一丁目
  - 藤山町

## 進学先中学校
- 久留米市立青陵中学校（本校児童の大半が進学）
- 久留米市立明星中学校

## 校区内の主な施設
- 上津校区コミュニティセンター
- 瞳ヶ池多目的広場
- 浦山公園（古墳）
- 甲塚公園（古墳）
- 上津クリーンセンター、久留米市民温水プール
- 上津市民センター
- 久留米広域消防本部南出張所
- 久留米市消防団第14分団
- 久留米警察署上津町交番
- 九州運輸局福岡運輸支局久留米自動車検査登録事務所
- 陸上自衛隊久留米駐屯地高良台演習場、藤山射撃場
- 成田山久留米分院
- 久留米工業大学
- 祐誠高等学校
- 久留米自動車学校

## 交通 ・周辺道路
- 西鉄バス二軒茶屋バス停から徒歩3分
- 国道3号上津荒木交差点を八女方面に二軒茶屋交差点を過ぎ右側
- 上津藤光バイパス
- 福岡県道86号久留米筑後線
- 福岡県道82号久留米立花線
- 福岡県道758号藤田日吉町線

## 関係者

### 出身者
- 田中麗奈（女優、1992年に卒業）
- YOUJI（ミュージシャン、The_whisper、1993年に卒業）
- 辻村玄瑞（1922年三井郡上津荒木尋常小学校卒業） - 久留米市立上津小学校校歌の作曲者